# 六角硬蜱
六角硬蜱（学名：Ixodes hexagonus）为硬蜱科硬蜱屬下的一个种。